# Aspidosperma megalocarpon
Espèce
Classification phylogénétique
Statut de conservation UICN

 NT  : Quasi menacé
Aspidosperma megalocarpon est une espèce d'arbres de la famille des Apocynacées.